# Gelis gelechiae
Gelis gelechiae là một loài tò vò trong họ Ichneumonidae.